# 吉川吉郎兵衛

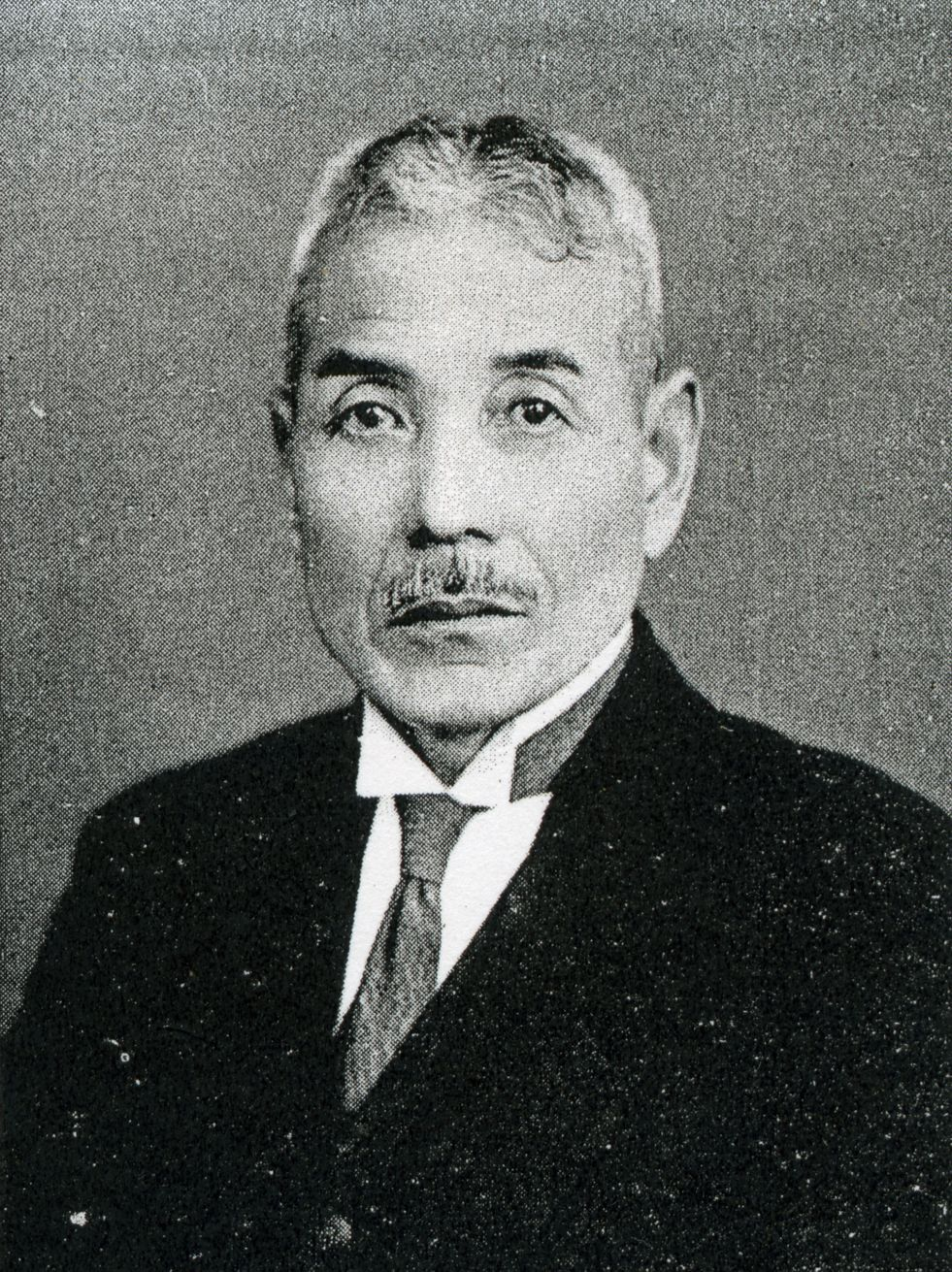
吉川吉郎兵衛

吉川 吉郎兵衛（よしかわ きちろうべえ、1870年5月25日（明治3年4月25日） – 1948年（昭和23年）1月20日）は、衆議院議員（憲政会→立憲民政党）、陸軍参与官。

## 経歴
大阪府西成郡津守村（現在の大阪市西成区）に生まれる。1904年（明治37年）、津守村長に就任。1915年（大正4年）、大阪府会議員に当選し、府参事会員も務めた。また、津守村が大阪市に編入された後は大阪市会議員も務めた。
1920年（大正9年）、第14回衆議院議員総選挙に出馬し、当選。以後当選回数は8回を数えた。その間、濱口内閣で陸軍参与官を務めた。1942年（昭和17年）、第21回衆議院議員総選挙で大政翼賛会の推薦を受けて当選。戦後、公職追放となり、死去後の1951年に追放解除となった。
その他、戎信用組合理事長、木津川運河土地株式会社取締役、大阪土地建物株式会社監査役、白山殖産株式会社監査役などを務めた。